# Konrad Badacz
Konrad Badacz (* 16. Januar 2003 in Piechowice, Niederschlesien) ist ein polnischer Biathlet, der seit 2023 im Weltcup startet. Er wurde 2021 Jugendweltmeister mit der Staffel.

## Sportliche Laufbahn
Erste internationale Erfahrungen sammelte Konrad Badacz bei den Olympischen Jugendspielen 2020 in Lausanne, verpasste aber aufgrund einiger Schießfehler Top-10-Ergebnisse. Daraufhin nahm er auch an den Jugendweltmeisterschaften teil und wurde unter anderem Sechster mit der Staffel. Im Januar 2021 gab der Pole am Arber sein Debüt im IBU-Cup, erzielte aber nur hintere Platzierungen. Am Saisonende nahm er an den Jugendweltmeisterschaften teil und gewann zusammen mit Jan Guńka und Marcin Zawół die Goldmedaille im Staffelbewerb. Im Winter 2021/22 startete Badacz im Junior-Cup und gewann in Martell auch auf dieser Ebene mit der Männerstaffel einen Wettkampf. Bei den Jugendweltmeisterschaften 2022 verpasste er als Vierter des Sprints eine Medaille nur knapp, eine solche ergatterte der Pole aber beim Olympischen Jugendfestival als Zweiter des Sprints hinter Lou Thiévent. Einen erfolgreichen Winter absolvierte er in der Saison 2022/23: Badacz lief zunächst im Juniorcup und konnte, erneut in Martell, mit dem Sprint und dem Massenstart 60 zwei Wettkämpfe für sich entscheiden. Den Rest des Winters bestritt er im IBU-Cup, erzielte vier Ergebnisse unter den besten 30 – darunter Platz 15 im Sprint von Osrblie – und nahm an den Europameisterschaften teil, wo Rang 71 im Sprint resultierte. Bei den Junioreneuropameisterschaften kurz darauf gewann Badacz im Sprint die Bronzemedaille, die Juniorenweltmeisterschaften endeten mit zwei elften Plätzen in Sprint und Verfolgung.

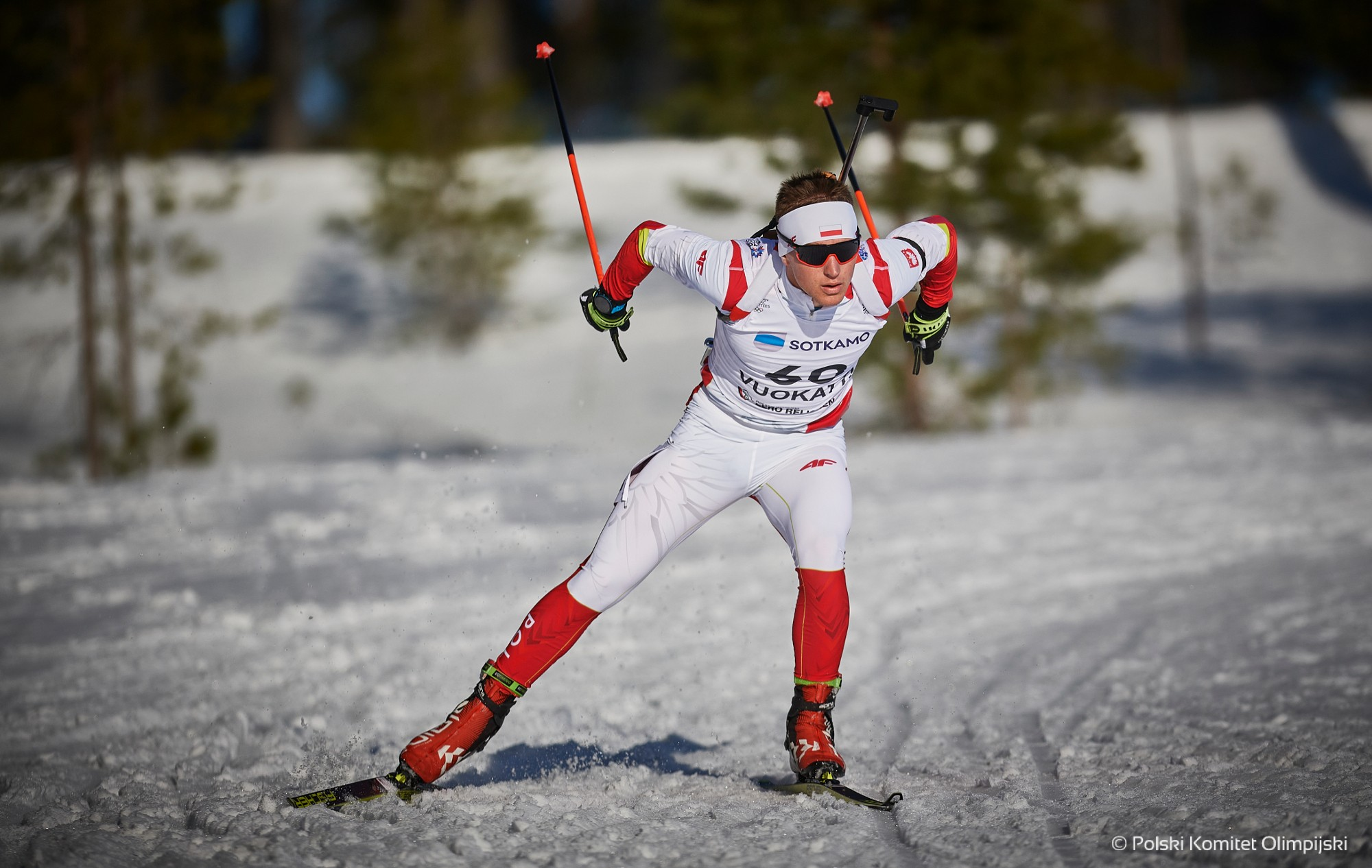
Badacz beim Olympischen Jugendfestival 2022

Zu Beginn des Winters 2023/24 gab Badacz in Östersund sein Debüt im Weltcup. Nach Platzierungen – teilweise knapp – außerhalb der besten 60 Athleten erreichte er im Januar in Oberhof mit Rang 47 im Sprint sein erstes Verfolgungsrennen auf dieser Ebene, wo er sich klar verbesserte und mit dem 35. Platz erste Weltcuppunkte gewann. Bei seinen ersten Weltmeisterschaften belegte er in den Einzelrennen ebenfalls zweimal einen Platz unter den besten 40, zudem lief er mit der Staffel – mit Andrzej Nędza-Kubiniec, Jan Guńka und Marcin Zawół – auf Rang neun und damit zum besten polnischen Herrenstaffelergebnis seit den Weltmeisterschaften 2005. Bei den Juniorenweltmeisterschaften 2024 erreichte Badacz zwar in jedem Wettkampf die Top 10, verpasste aber eine Medaille. Im Dezember 2024 lief er in Hochfilzen in Sprint und Verfolgung in die Punkteränge, konnte ähnliche Ergebnisse im Weltcup aber nicht wiederholen. Bei den Weltmeisterschaften 2025 belegte der Pole erneut zwei Top-40-Ränge, bei seinen letzten Juniorenweltmeisterschaften gewann er mit Jakub Potoniec, Grzegorz Galica und Fabian Suchodolski die Bronzemedaille im Staffelbewerb.

## Persönliches

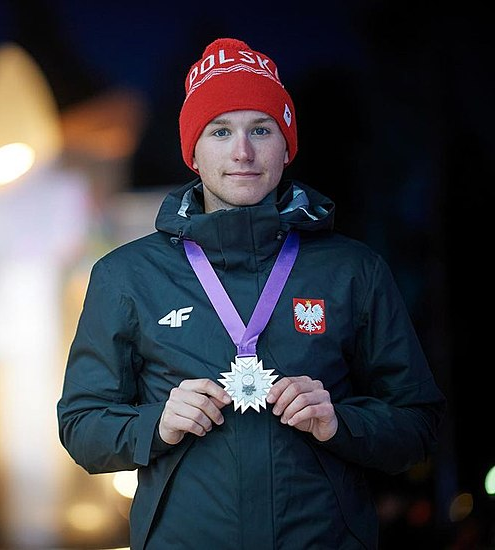
Badacz mit Silbermedaille beim EYOF 2022

Konrad Badacz stammt aus Jelenia Góra. Seine Schwester Marcelina war ebenfalls als Biathletin aktiv.

## Statistiken

### Weltcupplatzierungen
Die Tabelle zeigt alle Platzierungen (je nach Austragungsjahr einschließlich Olympische Spiele und Weltmeisterschaften).
- 1.–3. Platz: Anzahl der Podiumsplatzierungen
- Top 10: Anzahl der Platzierungen unter den ersten zehn (einschließlich Podium)
- Punkteränge: Anzahl der Platzierungen innerhalb der Punkteränge (einschließlich Podium und Top 10)
- Starts: Anzahl gelaufener Rennen in der jeweiligen Disziplin
- Staffel: inklusive Mixed- und Single-Mixed-Staffeln

| Platzierung               | Einzel | Sprint | Verfolgung | Massenstart | Staffel | Gesamt |
| ------------------------- | ------ | ------ | ---------- | ----------- | ------- | ------ |
| 1. Platz                  |        |        |            |             |         |        |
| 2. Platz                  |        |        |            |             |         |        |
| 3. Platz                  |        |        |            |             |         |        |
| Top 10                    |        |        |            |             | 1       | 1      |
| Punkteränge               |        | 1      | 3          |             | 14      | 18     |
| Starts                    | 5      | 13     | 4          |             | 14      | 36     |
| Stand: Saisonende 2024/25 |        |        |            |             |         |        |

### Weltcupwertungen
Ergebnisse bei Weltcups (Disziplinen- und Gesamtweltcup) gemäß Punktesystem.
| Saison  | Einzel | Einzel | Sprint | Sprint | Verfolgung | Verfolgung | Massenstart | Massenstart | Gesamt | Gesamt |
| Saison  | Platz  | Punkte | Platz  | Punkte | Platz      | Punkte     | Platz       | Punkte      | Platz  | Punkte |
| ------- | ------ | ------ | ------ | ------ | ---------- | ---------- | ----------- | ----------- | ------ | ------ |
| 2023/24 | –      | –      | –      | –      | 61.        | 10         | –           | –           | 77.    | 10     |
| 2024/25 | –      | –      | 63.    | 11     | 64.        | 6          | –           | –           | 70.    | 17     |

### Biathlon-Weltmeisterschaften
Ergebnisse bei den Weltmeisterschaften:
| Weltmeisterschaften | Weltmeisterschaften | Einzelwettbewerbe | Einzelwettbewerbe | Einzelwettbewerbe | Einzelwettbewerbe | Staffelwettbewerbe | Staffelwettbewerbe | Staffelwettbewerbe |
| Jahr                | Ort                 | Einzel            | Sprint            | Verfolgung        | Massenstart       | Herrenstaffel      | Mixedstaffel       | S.-M.-Staffel      |
| ------------------- | ------------------- | ----------------- | ----------------- | ----------------- | ----------------- | ------------------ | ------------------ | ------------------ |
| 2024                | Nové Město          | 42.               | 40.               | 31.               | –                 | 9.                 | –                  | –                  |
| 2025                | Lenzerheide         | 30.               | 48.               | 37.               | –                 | 16.                | 14.                | –                  |

### Jugend-/Juniorenweltmeisterschaften
Badacz nahm bis 2022 an den Jugend-, ab 2023 an den Juniorenwettkämpfen teil.
| Weltmeisterschaften | Weltmeisterschaften | Einzelwettbewerbe | Einzelwettbewerbe | Einzelwettbewerbe | Einzelwettbewerbe | Staffelwettbewerbe | Staffelwettbewerbe |
| Jahr                | Ort                 | Einzel            | Sprint            | Verfolgung        | Massenstart 60    | Herrenstaffel      | Mixedstaffel       |
| ------------------- | ------------------- | ----------------- | ----------------- | ----------------- | ----------------- | ------------------ | ------------------ |
| 2020                | Lenzerheide         | 37.               | 43.               | 37.               | nicht ausgetragen | 6.                 | nicht ausgetragen  |
| 2021                | Obertilliach        | 52.               | 15.               | 27.               | nicht ausgetragen | 1.                 | nicht ausgetragen  |
| 2022                | Soldier Hollow      | 7.                | 4.                | 5.                | nicht ausgetragen | 6.                 | nicht ausgetragen  |
| 2023                | Schtschutschinsk    | 47.               | 11.               | 11.               | nicht ausgetragen | 5.                 | –                  |
| 2024                | Otepää              | 7.                | 7.                | nicht ausgetragen | 5.                | 6.                 | 4.                 |
| 2025                | Östersund           | 44.               | 30.               | nicht ausgetragen | 15.               | 3.                 | 8.                 |

### Junior-Cup-Siege

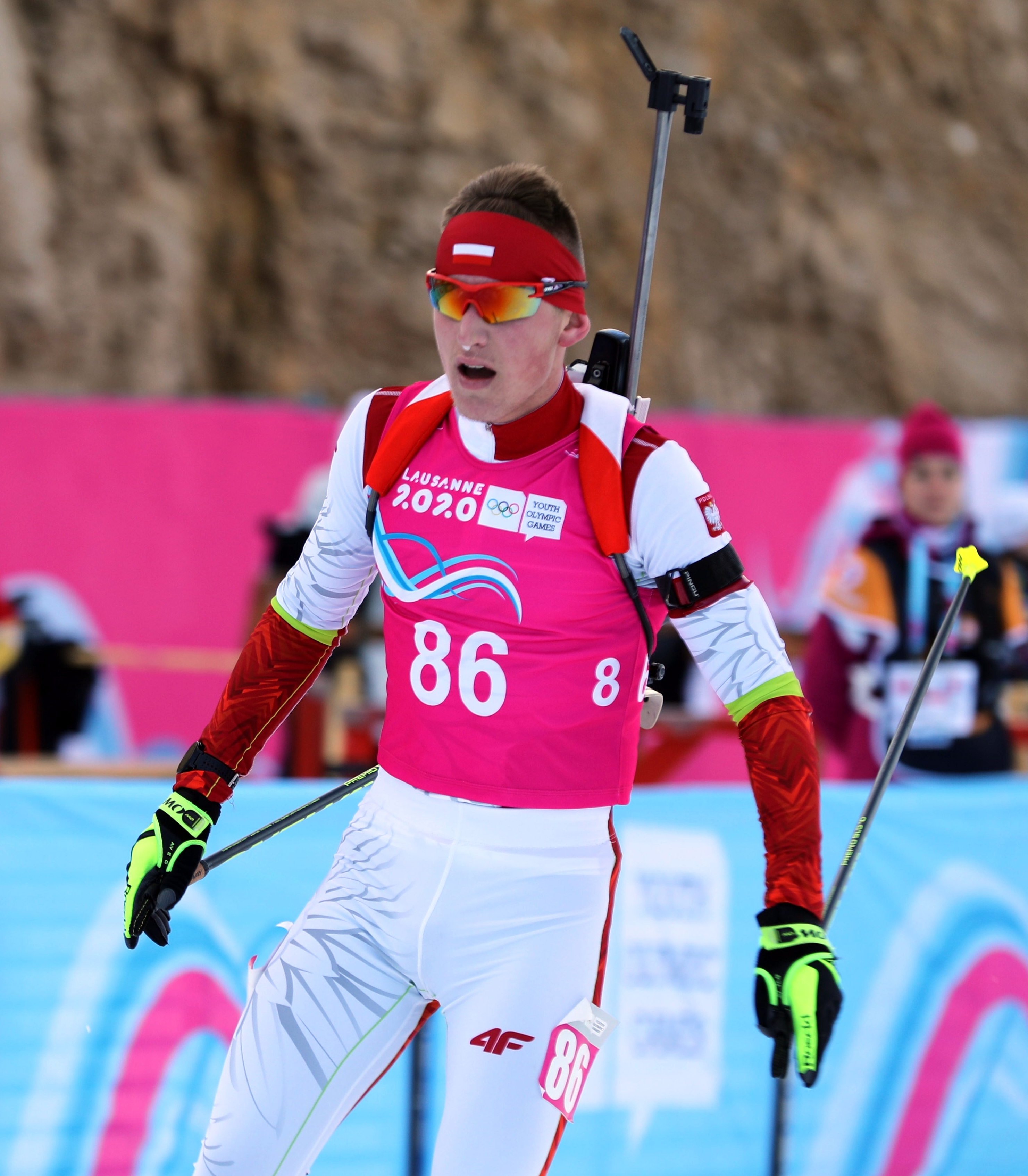
Badacz bei den Olympischen Jugendspielen 2020

| Nr. | Datum         | Ort     | Disziplin      |
| --- | ------------- | ------- | -------------- |
| 1.  | 12. Dez. 2021 | Martell | Staffel 1      |
| 2.  | 8. Dez. 2022  | Martell | Sprint         |
| 3.  | 11. Dez. 2022 | Martell | Massenstart 60 |